# Славштиця
Сла́вштиця (болг. Славщица) — село в Ловецькій області Болгарії. Входить до складу общини Угирчин.

## Населення
За даними перепису населення 2011 року у селі проживала 101 особа, з них 100 осіб (99,0%) — болгари.
Розподіл населення за віком у 2011 році:
Динаміка населення: